# 韩晞 (东汉)
韩晞（2世纪—200年），南陽郡人，东汉末年武将。
建安四年（199年），孫策进攻夏口，攻打黃祖。荊州牧劉表命韓晞和侄子劉虎率领装備長矛的部队五千人，救援黄祖，十二月初八日（200年1月11日），孫策進撃到沙羨。十二月十一日，孫策率领手下的周瑜（时任领江夏郡太守行建威中郎将）、呂範（时任领桂阳郡太守行征虏中郎将）、程普（时任领零陵郡太守行荡寇中郎将）、孙权（行奉业校尉）、韓當（行先登校尉）、黃蓋（行武锋校尉）等带领大军，冒箭矢前进。大败黄祖、劉虎、韓晞联军，劉虎、韓晞和手下二万余人战将被斩杀。